# Муслиманска народна организација
Муслиманска народна организација (МНО) била је политичка странка основана 1906. године у Босни и Херцеговини, дејуре у Османском царству, а дефакто под окупацијом Аустроугарске. Оснивач и први предсједник МНО био је Али-бег Фирдус. Службене новине организације су биле гласило „Мусават” (јединство).
Чланови су углавном били бегови и имућнији муслимански земљопосједници, али је уживала велику популарност и међу ширим муслиманским становништвом. Развила се из Покрета муслимана за вјерско-просвјетну аутономију. Повремено је сарађивала са Српском народном организацијом.
У свом програму МНО је на првом мјесту захтијевала вјерску, вакуфско-меарифску и политичку, тј. државно-правну аутономију, али је након добијања аутономије 1909. године свој рад посвјетила питању аграрне реформе. Аграрни програм МНО у основи се састојао од захтјева да се сељак ослободи кметског права и самим тим претвори у најамника или закупца на посједу.
На изборима за Босанско-херцеговачки сабор 1910. године освојила је све мандате предвиђење за муслимане.